# Millie Bobby Brown
Millie Bobby Brown (anglès britànic: Millie Bonnie Brown Bongiovi)  (Marbella, 19 de febrer de 2004) és una actriu anglesa coneguda pel seu paper d'Eleven a la sèrie de Netflix Stranger Things.
La seva carrera va començar quan es va traslladar amb la família a Hollywood, on va aparèixer en papers episòdics a sèries com ara NCIS, Modern Family i Grey's Anatomy. El 2014 va protagonitzar la sèrie Intruders. El paper que la faria saltar a la fama va ser el d'Eleven a la sèrie Stranger Things. El 2019 es va estrenar al cinema amb la pel·lícula Godzilla: King of the Monsters. El 2020 va fer d'Enola Holmes a la pel·lícula de Netflix del mateix nom. També ha actuat a la pel·lícula no estrenada Godzilla vs. Kong.

## Biografia

### Vida primerenca
Millie Bobby Brown va néixer a Marbella (Andalusia) de pares britànics, Robert i Kelly, i és la tercera de quatre germans. Va néixer amb una deficiència auditiva que la va deixar sorda d'una orella.
El seu pare, Robert Brown, és agent immobiliari i la seva mare es diu Kelly. Té una germana gran, Paige, una germana petita, Ava i un germà gran, Charlie.
Es van traslladar a Bournemouth (Dorset, Anglaterra) quan ella tenia 4 anys a casa de la família per motius econòmics i laborals. Al cap de 4 anys, van parar casa a Orlando (Florida, Estats Units), on el seu pare la va apuntar a classes d'interpretació els caps de setmana. Un agent de Hollywood la va veure actuar i va convèncer els seus pares que se n'anessin a Hollywood.

### Carrera
Després de 3 mesos a Hollywood, tingué el paper d'Alice a la sèrie d'ABC Once Upon a Time in Wonderland (2013), la seqüela de Once Upon a Time. Un any després, va tenir un paper principal com a Madison O'Donell al thriller televisiu de BBC America, Intruders. A més, també ha actuat com a personatge secundari en les sèries NCIS, Modern Family i Anatomia de Grey.
L'any 2016 va tenir un paper destacat interpretant el personatge d'Eleven, una nena amb poders psicoquinètics, a la sèrie d'horror de ciència-ficció de Netflix Stranger Things. Va saltar a la fama amb aquest paper, on va compartir repartiment amb altres actors com Finn Wolfhard, Noah Schnapp, Gaten Matarazzo, Caleb McLaughlin i Sadie Sink. Aquest paper li va valdre nominacions i premis.
El novembre de 2016 va aparèixer al videoclip de la cançó «Find Me» de Sigma i Birdy. El gener de 2017 va debutar com a model per la marca Clavin Klein i, després de signar com a model per l'agència IMG Models, va aparèixer en la campanya publicitària de la marca italiana Moncler l'estiu de 2018. També ha fet de model per les marques Gucci, Burberry, Valentino i Louis Vuitton.
El gener de 2018, Brown va ser seleccionada com actriu i productora d'Enola Holmes, adaptació cinematogràfica del llibre homònim que es va estrenar el 23 de setembre de 2020 a la plataforma Netflix.
El 20 d'abril de 2018 va ser inclosa a la llista de les 100 persones més influents del món que elabora la revista Time, la persona més jove mai inclosa. El 20 de novembre de 2018 es va anunciar que es convertiria en l'ambaixadora de bona voluntat d'UNICEF més jove de la història.
Brown va debutar al cinema el 2019 amb Godzilla: King of the Monsters, la seqüela de Godzilla. El març de 2019 es va fer públic que participaria a l'adaptació cinematogràfica The Thing About Jellyfish d'Ali Benjamin en el paper de Suzy. Per altra banda, tornarà a interpretar el paper de Madison Russell a Godzilla vs. Kong.

### Vida personal
Manté una relació amorosa amb l'actor estatunidenc Jake Bongiovi des del 2021. Van oficialitzar-ho a través d'Instagram amb una fotografia al London Eye el novembre d'aquell any quan ja corria el rumor. Van fer la seva primera aparició pública el març del 2022 a la gala dels Premis BAFTA. Més endavant, l'abril del 2023, van anunciar que s'havien compromès en publicacions als respectius comptes d'Instagram de cadascun.

## Filmografia

### Televisió
| Any       | Títol                          | Paper            | Notes                        |
| --------- | ------------------------------ | ---------------- | ---------------------------- |
| 2013      | Once Upon a Time in Wonderland | Petita Alice     | 2 episodis                   |
| 2014      | Intruders                      | Madison O'Donell | 8 episodis: paper principal  |
| 2014      | NCIS                           | Rachel Barnes    | 1 episodi                    |
| 2015      | Modern Family                  | Lizzie           | 1 episodi                    |
| 2015      | Grey's Anatomy                 | Ruby             | 1 episodi                    |
| 2016–2020 | Stranger Things                | Eleven           | 25 episodis: paper principal |

### Pel·lícules
| Any  | Títol                          | Paper           | Notes                                |
| ---- | ------------------------------ | --------------- | ------------------------------------ |
| 2018 | Spheres                        | Narradora       | Veu; segment: "Chorus of the Cosmos" |
| 2019 | Godzilla: King of the Monsters | Madison Russell |                                      |
| 2020 | Enola Holmes                   | Enola Holmes    | També productora                     |
| 2021 | Godzilla vs. Kong              | Madison Russell |                                      |
| 2022 | Enola Holmes 2                 | Enola Holmes    | També productora                     |
| 2023 | Damsel                         | Princesa Elodi  | També productora executiva           |

### Vídeos musicals
| Any  | Títol                                                                 | Artista              | Paper                | Ref.                 |
| ---- | --------------------------------------------------------------------- | -------------------- | -------------------- | -------------------- |
| 2016 | "Find Me"                                                             | Sigma amb Birdy      |                      | [ 18 ]               |
| 2017 | "I Dare You"                                                          | The xx               |                      | [ 19 ]               |
| 2018 | "Girls Like You" (Original, segon volum i versions de vídeo vertical) | Maroon 5 amb Cardi B | Ella mateixa (cameo) | [ 20 ] [ 21 ] [ 22 ] |
| 2018 | "In My Feelings"                                                      | Drake                | Ella mateixa (cameo) | [ 23 ]               |
| 2019 | "Happy Anniversary, All I Want for Christmas Is You!"                 | Mariah Carey         | Ella mateixa (cameo) | [ 24 ]               |